# Find Your Love
«Find Your Love» —en español: «Encuentra tu amor»— es una canción del rapero canadiense Drake. La canción fue escrita por Drake, Patrick Reynolds, Jeff Bhasker y Kanye West y producida por estos dos últimos y No I.D. Siendo el segundo sencillo de su álbum debut, Thank Me Later (2010).

## Antecedentes
«Find Your Love» fue coescrita y coproducida por el rapero Kanye West, convirtiéndola en su cuarta colaboración con Drake después de dirigir el video de «Best I Ever Had». Cuando habló con MTV News en 2009, Drake llamó al coproductor y rapero de la canción, Kanye West, «la persona más influyente en su sonido», afirmando:

"Antes de tener la oportunidad de conocerlo, Kanye West dio forma a mucho de lo que hago, en lo que respecta a la música. Siempre, siempre, siempre nos tomamos el tiempo para escuchar la música de Kanye y apreciarla más allá. Buscamos las muestras. y descubra de dónde vino su inspiración, porque tiene uno de los mejores oídos en música, punto. Sabe cómo reconocer la buena música que no es suya. Sabe cómo utilizar grandes sonidos y buena música. Entonces, antes de conocerlo, Tenía el máximo respeto por Kanye West. Incluso me atrevería a decir que es la persona más influyente, en cuanto a músico, que he tenido en mi vida".

«Find Your Love» fue escrita originalmente para Rihanna. En una entrevista posterior con MTV News, Drake dijo qué sentía que la canción debería haber sido interpretada por una mujer y afirmó: 

«Find Your Love es una canción extremadamente vulnerable. Y en realidad es un gran riesgo. Casi parece que la canción debería ser interpretada por una mujer. Solo espero que los hombres realmente escuchen la canción y sean honestos consigo mismos. Sé que muchos hombres se sienten así.»

 La canción se publicó en el blog oficial de Drake el 29 de abril de 2010, pero luego se eliminó debido a problemas de ancho de banda.

## Composición y recepción crítica
«Find Your Love» es una canción de R&B con tendencia dancehall que contiene una «vibra tradicional de R&B conmovedora» con «un ritmo jamaicano». La canción recibió críticas positivas, y los críticos elogiaron el intento de Drake de pasar al carril del canto y la compararon con el trabajo de su productor, Kanye West en 808s & Heartbreak. The Star Phoenix dijo que la canción presentaba un ritmo que podría estar en 808s & Heartbreak y que Drake mostró su «versatilidad» y «canto suave en este ritmo lento», diciendo: "Mejor encuentro tu amor / Mejor encuentro tu corazón ", canta (una y otra vez) en el estribillo de este sencillo. Ryan Brockington del New York Post dijo que la canción consistía en «goteo de ritmos de doble batería, voces filtradas de los 80 y un pequeño coro pegadizo». Jayson Rodríguez de MTV News dijo que la canción presenta a «Drake en modo de cantante completo mientras canta sobre salvar su relación, y que la pista era «intrigante y ligeramente inesperada"». Clinton Yates de The Washington Post elogió la canción, pero dijo que la canción carecía del talento lírico de Drake. «Find Your Love» fue nombrada la «octava mejor canción de 2010» por Time. La canción fue nominada a «Grabación del año» en los Soul Train Music Awards de 2010.

## Posicionamiento en listas
| Lista (2010)                                | Mejor posición |
| ------------------------------------------- | -------------- |
| Austria (Ö3 Austria Top 40)                 | 68             |
| Alemania (Media Control AG)                 | 65             |
| Bélgica (Flandes) (Ultratip Bubbling Under) | 15             |
| Bélgica (Valonia) (Ultratip Bubbling Under) | 21             |
| Canadá (Canadian Hot 100)                   | 10             |
| Estados Unidos (Billboard Hot 100)          | 5              |
| Estados Unidos (Hot R&B/Hip-Hop Songs)      | 3              |
| Estados Unidos (Mainstream Top 40)          | 8              |
| Estados Unidos Rhythmic (Billboard)         | 1              |
| Países Bajos (Mega Single Top 100)          | 85             |
| República Checa IFPI                        | 32             |
| Reino Unido (Official Charts Company)       | 24             |
| Reino Unido UK R&B Chart (OCC)              | 13             |

| Lista (2010)                                     | Posición |
| ------------------------------------------------ | -------- |
| Estados Unidos Billboard Hot 100                 | 32       |
| Estados Unidos Hot R&B/Hip-Hop Songs (Billboard) | 15       |
| Estados Unidos Mainstream Top 40 (Billboard)     | 43       |
| Estados Unidos Rhythmic (Billboard)              | 8        |
| Reino Unido (Official Charts Company)            | 171      |

## Certificaciones
| País           | Organismo certificador | Certificación | Ventas certificadas | Ref.   |
| -------------- | ---------------------- | ------------- | ------------------- | ------ |
| Estados Unidos | RIAA                   | 3× Platino    | 3 000               | [ 29 ] |
| Reino Unido    | BPI                    | Platino       | 200 000             | [ 30 ] |

## Realización histórica
| Región         | Fecha             | Formato                |
| -------------- | ----------------- | ---------------------- |
| Estados Unidos | 4 de mayo de 2010 | Rhythmic contemporáneo |
| Estados Unidos | 5 de mayo de 2010 | Descarga digital       |